# Chura loenpa

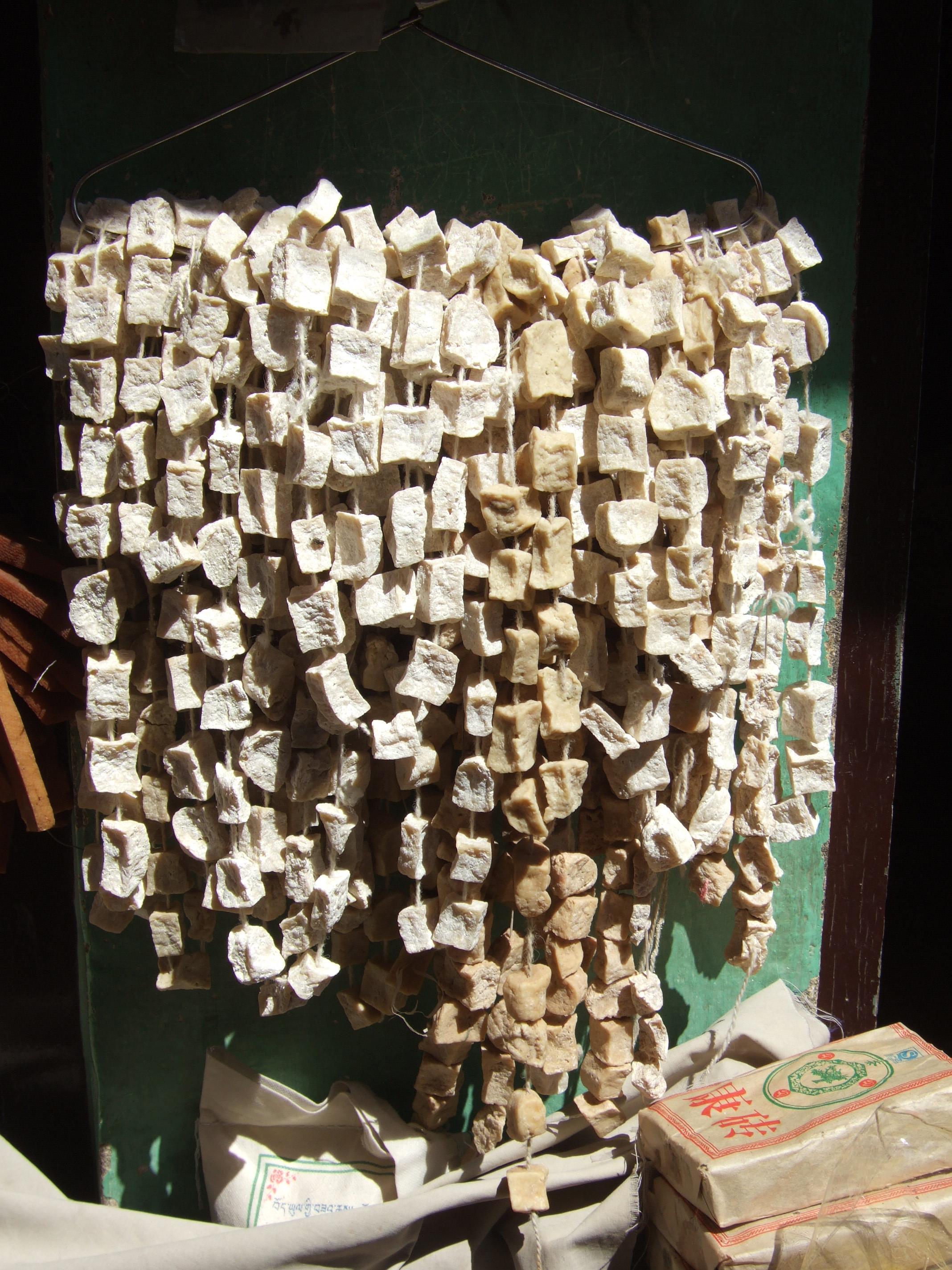
Chura loenpa in Nepal

Chura loenpa (Tibetaans voor zachte kaas) is een Tibetaanse kaas die vergelijkbaar is met hüttenkäse.
Chura wordt vervaardigd uit karnemelk (dara) die overblijft na het maken van boter. Deze wordt vijf minuten verhit en daarna afgekoeld tot 20 °C of minder. De karnemelk is dan veranderd in zachte wrongel en wei. De wei wordt uitgelekt door het in zakken aan palen of bomen dicht bij het huis te hangen en wordt hergebruikt als bakproduct of aan het vee gegeven.
Aan de zachte chura wordt in Tibet meestal niets toegevoegd, soms ook wordt het gemengd met gesmolten boter en suiker.